# Kataluna Esperanto-Junularo
La Kataluna Esperantista Junularo, o KEJ (in catalano Joventut Catalana d'Esperanto, "Gioventù esperantista catalana") è un'associazione culturale giovanile attiva in Catalogna, avente come obiettivo la promozione della lingua esperanto presso i giovani.
Attiva in maniera non ufficiale dalla fine degli anni 1970, fu fondata ufficialmente nel 1985 come sezione giovanile della Kataluna Esperanto-Asocio; nello stesso anno iniziarono le pubblicazioni della rivista Kata Luno, mentre dal 1990 al 1993 fu pubblicata la rivista Freqüències (Revista de llengües i pobles), in catalano.
Dopo un periodo di forte attività che durò sino ai primi anni 1990, l'associazione entrò in una fase di scarso attivismo. Il suo rilancio è avvenuto nel 2005, grazie ad una nuova generazione di attivisti dalla Catalogna e dalla regione di Valencia.
Dal punto di vista internazionale, dal 1988 la KEJ è sezione locale della TEJO, l'Organizzazione Mondiale della Gioventù Esperantista, che come l'Associazione Universale Esperanto ha il ruolo di membro consultivo dell'UNESCO. Si tratta a tutt'oggi dell'unica associazione appartenente alla TEJO non associata ad uno stato indipendente.

## Presidenti
- Òscar Puig i Cánovas (1985)
- Hèctor Alòs i Font (1986 - 1987)
- Gemma Armadans i Gil (1988 - 1993?)
- Lluís Garcia (... - 2005)
- Lluís Batlle i Rossell (2006)
- Jordi Aromí i Martos (2007)
- Anna Raventós i Gascon (2008-)
- Krishna Sivillà i Rubio (2016-2019)
- Antoni Gimeno i Cortés (2019-2022)
- Jordi Calafí (2022 - presente)